# William M. Lindsay
William M. Lindsay (* 24. Juli 1880 im Allegany County, Maryland; † 22. Februar 1957 in Pittsburg, Kansas) war ein US-amerikanischer Politiker. Zwischen 1937 und 1939 war er Vizegouverneur des Bundesstaates Kansas.
Es sind kaum Daten über das Leben und Wirken von William Lindsay verfügbar. Im Jahr 1886 kam er nach Kansas, wo er zumindest für einige Zeit in der Stadt Pittsburg im Crawford County lebte. Politisch schloss er sich der Demokratischen Partei an. 1936 wurde er als erster Demokrat an der Seite von Walter A. Huxman zum Vizegouverneur von Kansas gewählt. Dieses Amt bekleidete er zwischen dem 11. Januar 1937 und dem 9. Januar 1939. Dabei war er Stellvertreter des Gouverneurs. Er starb am 22. Februar 1957 in Pittsburg.